# Dengjiang (sockenhuvudort i Kina, Zhejiang Sheng, lat 28,63, long 121,20)
Dengjiang (kinesiska: 澄江, 澄江街道) är en sockenhuvudort i Kina. Den ligger i provinsen Zhejiang, i den östra delen av landet, omkring 210 kilometer sydost om provinshuvudstaden Hangzhou. Antalet invånare är 34 512. Befolkningen består av 16 941 kvinnor och 17 571 män. Barn under 15 år utgör 101 %, vuxna 15-64 år 74 %, och äldre över 65 år 11,0 %.
Runt Dengjiang är det mycket tätbefolkat, med 1 177 invånare per kvadratkilometer. Närmaste större samhälle är Huangyan, 6,4 km öster om Dengjiang. Trakten runt Dengjiang består till största delen av jordbruksmark.
Genomsnittlig årsnederbörd är 2 144 millimeter. Den regnigaste månaden är augusti, med i genomsnitt 395 mm nederbörd, och den torraste är januari, med 73 mm nederbörd.